# Oliveira (Barcelos)
Oliveira is een plaats (freguesia) in de Portugese gemeente Barcelos en telt 1 038 inwoners (2001).